# Ramon Villaret Cayuela
Ramon Villaret Cayuela   (Calella, novembre 1954) és un actor de teatre nascut a Calella, amb una llarga trajectòria en l'àmbit del teatre amateur i amb alguna incursió en el teatre professional. Durant molts anys, va combinar l'activitat teatral amb la seva professió de comerciant i botiguer.

## Biografia
Villaret va iniciar-se en el món del teatre amb només 14 anys, participant en obres com "L'Estel de Natzaret" i interpretant el paper de pastor. Amb el temps, es va consolidar com a membre actiu de l'Orfeó Calellenc i de la Joventut Artística, on va destacar en diversos papers, principalment de caràcter còmic.
Als 69 anys, Villaret va fer un salt al teatre professional amb l'obra "L'auca del senyor Esteve", dirigida per Àngel Llàcer i Enric Cambray, on va interpretar el paper del senyor Ramon, després d'haver superat amb èxit el càsting del programa La Puntual de TV3. La gira d'aquesta producció va passar per diverses localitats de Catalunya, inclosa Calella.
A més de la seva tasca teatral, Villaret ha contribuït a la promoció de la història i el patrimoni cultural de Calella. Ha col·laborat amb l'Associació d'Amics del Far i altres iniciatives destinades a divulgar aspectes històrics de la ciutat. L'any 2024, va ser nomenat ambaixador de Calella i, també, va ser l'encarregat de pronunciar el pregó de la seva Festa Major, on va reivindicar la importància del teatre, proposant a més la creació d'una escola teatral per als més petits de la ciutat.